# Honneur de bataille

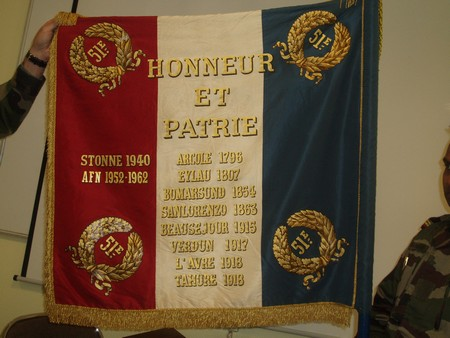
Drapeau du d'infanterie arborant les honneurs des batailles où il s'est illustré.

Un honneur de bataille est la récompense de la part d'un gouvernement ou d'un souverain de donner le droit à une unité militaire d'apposer le nom d'une bataille ou d'une opération sur ses couleurs (ou drapeaux), uniformes ou autres accessoires dont l'ornementation est possible.
Dans la tradition militaire européenne, les unités militaires peuvent être reconnues pour leurs réalisations dans des guerres ou des opérations spécifiques d'une campagne militaire. En Grande-Bretagne et dans les pays du Commonwealth qui partagent un héritage militaire commun avec les Britanniques, des honneurs de bataille sont décernés à des unités militaires sélectionnées en reconnaissance officielle de leurs réalisations dans des guerres ou opérations spécifiques d'une campagne militaire. Ces honneurs prennent généralement la forme d'un lieu et d'une date (par exemple "Cambrai 1917").
Les honneurs de théâtre, un type de reconnaissance dans la tradition britannique étroitement liée aux honneurs de bataille, ont été introduits pour honorer les unités qui fournissaient un service exceptionnel dans une campagne mais ne faisaient pas partie de batailles spécifiques pour lesquelles des honneurs de bataille distincts étaient attribués. Les honneurs du théâtre pourraient être inscrits et affichés sur la propriété du régiment, mais pas sur les couleurs.
Étant donné que les honneurs de bataille sont principalement arborant des couleurs, les unités d'artillerie, qui n'ont pas de couleurs dans la tradition militaire britannique, ont reçu des titres d'honneur à la place. Ces titres d'honneur pouvaient être utilisés dans le cadre de leur nomenclature officielle, par exemple le 13 Field Regiment (Chushul).
Des honneurs similaires dans le même ténor incluent des citations d'unités.
Les honneurs de bataille, les honneurs de théâtre, les titres d'honneur et leurs semblables font partie de la plus grande variété de distinctions qui servent à distinguer les unités militaires les unes des autres.

## France

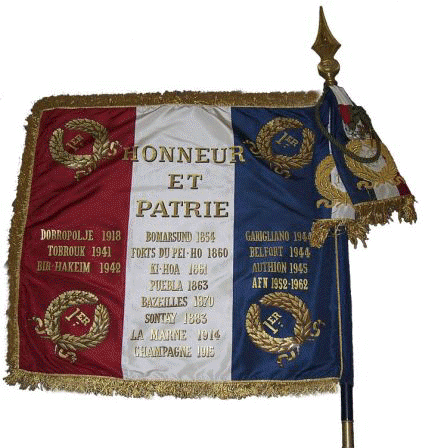
Drapeau du 1 RIMA. Le régiment a reçu quinze honneurs de bataille.

En France, les honneurs de bataille, connus officiellement sous le nom d'inscriptions des noms de batailles au drapeau, ont été créés pendant les guerres de la Révolution française. Le premier honneur décerné est Valmy, 1792, le dernier à ce jour est Koweït, 1991. Les honneurs sont cousus en lettres d'or sur le drapeau ou le drapeau du régiment sous la forme <nom de la bataille>, <date> (comme Austerlitz, 1805). Dans certains cas, l'honneur fait référence à un conflit entier et prend la forme <Désignation géographique>, <date> (comme l'AFN, 1952-1962) ou simplement <guerre>, <date> (comme la Grande guerre, 1914-1918 ). Certaines écoles et académies militaires ont leur devise cousue sur leurs drapeaux comme un honneur de bataille, comme de l'École polytechnique, pour la patrie, les sciences et la gloire en plus du "vrai" honneur de bataille Paris, 1814
Au cours du 19e siècle, les honneurs étaient limités à huit sur le drapeau d'un régiment, ce qui a conduit à effacer certains honneurs afin de faire place à de nouveaux. Cette limitation a été portée à douze honneurs après la Seconde Guerre mondiale. Certaines unités, comme le 2e régiment d'infanterie de marine, ont reçu plus de douze honneurs, mais leur drapeau affiche seulement les douze considérés comme les plus importants de l'histoire du régiment. D'autres unités, comme le 1er régiment d'infanterie de marine, ont obtenu une dispense leur permettant d'emblamer tous leurs honneurs de bataille, quel que soit leur nombre.
En plus des honneurs de bataille, les unités militaires peuvent recevoir des décorations militaires collectives et des mentions collectives dans des citations militaires, menant éventuellement au prix de la fourragère.